# Lou-Pascal Tremblay
Lou-Pascal Tremblay est un acteur et réalisateur québécois qui est né le 13 février 1995. Il est surtout connu pour son rôle de Maxime dans la série Jérémie à Vrak. Il est réalisateur pour la boîte de production Gorditos depuis 2016. Il s'implique énormément dans les émissions jeunesses en devenant collaborateur pour une émission instructive très populaire auprès des jeunes: 14 mille millions de choses à savoir.

## Biographie
Lou-Pascal Tremblay naît le 13 février 1995. Il habite à Montréal. Il a deux sœurs et ensemble elles ont en tout huit enfants. Il exprime qu'il sent avoir délaissé sa famille en voulant performer dans d'autres sphères de sa vie.

### Vie privée
Il s'est confié à l'entrevue ouvre ton jeu expliquant qu'il est une personne perfectionniste et fait de l'anxiété, dont de l'écoanxiété. Il souhaite vivre toutes les émotions humaines et avoir des enfants, ce qu'il lui permettrait de vivre toutes ces émotions. Il s'implique beaucoup pour les jeunes et dit être sensible à l'intimidation et à la cybersexualité. D'ailleurs, en interprétant son rôle de Jeff, un intimidateur, dans le film 1:54, il a expliqué qu'il s'était fait huer, mais il a appris à aimer se faire détester expliquant avoir bien fait son travail s'il se fait détester en jouant ce personnage. Il est aussi ambassadeur du défi 28 jours sans alcool. Lou-Pascal a été choisi comme parrain pour la 20ème édition du Festival 2 jours à vivre au théâtre afin de conseiller les jeunes y participant. À la suite du diagnostic d'un cancer de sa mère, en 2019, il est devenu proche aidant et, en 2024, porte-parole de l'organisme de soutien aux proches aidants en oncologie du Québec (OSPAOQ).
Lou-Pascal était en couple pendant 5 ans avec Claudia Bouvette durant le tournage de la série Jérémie,. Ils se sont séparés en 2016, lors de la deuxième saison de la série Jérémie. Depuis 2019, il est en couple avec l'animatrice et influenceuse Marina Bastarache, .

## Carrière
Lou-Pascal commence sa carrière d'acteur lorsque sa mère a décidé de l'inscrire dans une troupe de théâtre étant donné qu'il était très timide étant enfant. Il avait 8 ans lorsqu'il s'est retrouvé sur des plateaux de tournage pour la première fois. Il a eu beaucoup de rôles en tant que figurant avant d'obtenir des rôles en tant qu'acteur. Il est aussi réalisateur, d'ailleurs, il a réalisé son premier court-métrage, Exode, en 2017 ,.
En 2011, il décroche son premier rôle dans la série télévisée Apparences et par la suite, interprète Steeve dans Fée Éric de 2012 à 2014.
En 2014, il interprète Tommy dans le film Aurélie Laflamme : Les Pieds sur terre. L'année suivante, il interprète Étienne dans la série télévisée Le Berceau des anges. La même année, il obtient le rôle de Maxime dans la série télévisée  Jérémie diffusée sur Vrak tv. La série prend fin en 2019 après 5 saisons .
En 2016, il interprète le rôle de Jeff, un champion de 800 mètres en athlétisme, dans le film 1:54, réalisé par Yan England . L'année suivante, il joue le rôle de Thomas dans la série télévisée La Dérape.
De 2019 à 2023, il a interprété Félix Gravel, un intervenant, dans la série télévisée L'Échappée . Depuis 2022, il interprète l'urgentologue Jacob Faubert dans la série quotidienne Stat. Il a fait un stage au CHUM auprès d'urgentologues qui lui a permis de mieux s'habituer pour interpréter son rôle d'urgentologue . 
En 2024, Lou-Pascal décroche un rôle de la nouvelle série est Groupe de Soutien.

## Filmographie

### Télévision
- 2012 : Apparences : Xavier Bérubé
- 2012-2014 : Fée Éric : Steeve Frenette
- 2014 : 30 vies : William Brissette
- 2015 : Le Berceau des anges : Étienne Lévesque
- 2015-2019 : Jérémie : Maxime[24]
- 2016 : O' : Jérôme
- 2016 : Mes petits malheurs : Benoit
- 2017 : La Dérape : Thomas Samson[25]
- 2017 : Victor Lessard : Julien
- 2018 : District 31 : Loïc Borduas
- 2019 : Les Invisibles : Philippe
- 2019 : 14 mille millions de choses à savoir
- 2019-2023 : L'Échappée : Félix Gravel[26]
- 2022 : Patrick Senécal présente : Nicolas
- 2022-2024 : Stat : Jacob Faubert
- 2025- : Agence Brainsto : Lui-même[27]

### Cinéma
- 2015 : La passion d'Augustine de Léa Pool : Séducteur de Suzanne
- 2015 : Aurélie Laflamme : Les Pieds sur terre de Nicolas Monette : Tommy Durocher
- 2016 : 1:54 d'Yan England : Jeff
- 2019 : Rien de beau ici de Gabrielle Vigneault-Gendron (court-métrage)

## Récompenses
- Prix Gémeaux 2016 : Meilleur rôle de soutien : jeunesse pour son rôle de Maxime Castonguay dans l'épisode 23 de la série Jérémie[28]

## Réalisations
- 2016 : vidéoclip What I Wanna Say de Claudia Bouvette[29]
- 2017 : vidéoclip Pluie de Grêle de Blé
- 2017 : Exode (court-métrage)
- 2018 : vidéoclip Le garçon triste d'Isabelle Boulay (co-réalisé avec Jean-François Sauvé)
- 2018 : vidéoclip Crash de Matthew Chaim
- 2020 : vidéoclip Wake-up call de Miro(feat. Franky Fade)
- 2022 : vidéoclip Gloire à la rue de Marieme(feat. Imposs, Sans Pression, White-B, Izzy-S & Barnev)